# Ernest Buschendorf
Ernest Buschendorf (* 23. September 1928 in Hamburg; † 3. November 1983 ebenda) war ein deutscher Rechtswissenschaftler.

## Leben
Ernest Buschendorf war nach seinem Studium der Rechte und Referendarexamen 1954 beim Seminar für Strafrecht und Kriminalpolitik tätig. Nach der Promotion zum Dr. iur. (summa cum laude) in Hamburg am 26. Januar 1962 war er Rechtslehrer im Bereich Strafrechtsdogmatik und Wissenschaftlicher Oberrat im Fach Rechtsphilosophie. Von 1977 bis 1983 war er Professor für juristische Methodenlehre und Rechtsphilosophie an der Universität Hamburg.
Buschendorf beschäftigte sich unter anderem mit der strafrechtlichen Problematik der Euthanasie und der Freigabe „lebensunwerten Lebens“. Seine Veröffentlichungen zum Thema Euthanasie werden bis in die neueste Zeit zitiert, zum Beispiel im Lehrbuch Harro Otto: Grundkurs Strafrecht. Die einzelnen Delikte oder 2006 in der Antrittsvorlesung von Eva Schumann.
Er war Mitglied des letzten Kirchenrates der Evangelisch-Lutherischen Kirche im Hamburgischen Staate von 1970 bis 1975 und außerdem Mitglied der Verfassungsgebenden Synode der Nordelbischen Evangelisch-Lutherische Kirche von 1970 bis 1976 sowie Mitglied des Kuratoriums des Martin-Luther-King-Hauses. Er engagierte sich insbesondere auch für die Evangelische Studentengemeinde in Hamburg.

## Schriften (Auswahl)
- Recht, Sinn, Glauben. Vorstudien zu einer Hermeneutik des Rechts. Hamburg 1962, OCLC 838004836.
- mit Werner Hardwig: Nochmals: Betrachtungen zur Teilnahmelehre, in: JuristenZeitung, 22. Jahrg., Nr. 3, 3. Februar 1967, S. 86–98
- Die strafrechtliche Problematik der Euthanasie und der Freigabe ‚lebensunwerten Lebens‘, in: Fritz Valentin (Hrsg.): Die Euthanasie: Ihre theologischen, medizinischen und juristischen Aspekte. Vandenhoeck und Ruprecht, Göttingen 1969, S. 43–87.
- 100 Jahre Trennung von Staat und Kirche in Hamburg 1870–1970. Hamburg 1970, OCLC 249048159.